# Hermannia volkensii
Hermannia volkensii är en malvaväxtart som beskrevs av Karl Moritz Schumann. Hermannia volkensii ingår i släktet Hermannia och familjen malvaväxter. Inga underarter finns listade i Catalogue of Life.